# 莫朗 (瓦萊州)
莫朗（法語：Mollens，法語發音：[mɔlɑ̃]）是瑞士瓦莱州的一个旧市镇，位於該國南部，面積32.51平方公里，海拔高度1,070米，2011年人口939，七成半人口信奉羅馬天主教，人口密度每平方公里29人。

## 外部連結
- Official website （法文）